# Травников, Андрей Александрович
Андре́й Алекса́ндрович Тра́вников (род. 1 февраля 1971, Череповец, Вологодская область) — российский государственный и политический деятель. Губернатор Новосибирской области с 14 сентября 2018 (врио 6 октября 2017 — 14 сентября 2018). Секретарь Новосибирского регионального отделения партии «Единая Россия» с 8 ноября 2019. Член президиума Государственного Совета Российской Федерации с 28 января по 2 августа 2019 и с 21 декабря 2020.
Мэр Вологды (2016—2017).
С июля 2022 года за поддержку войны России против Украины находится под санкциями стран Евросоюза и ряда других государств

## Биография
Андрей Травников родился 1 февраля 1971 года, в городе Череповец Вологодской области. Родители работали на Череповецком металлургическом комбинате. Отец — рабочим, мама — специалистом проектного отдела. Дед по линии матери работал председателем колхоза, дед по отцовской ─ начальником лесхоза.

### Образование
В 1990 году с отличием закончил Череповецкий металлургический техникум по специальности «Электромонтёр» с присвоением 4 разряда.
В 1998 году окончил Череповецкий государственный университет по специальности «Электропривод и автоматика промышленных установок и технологических комплексов».
В 2014 году прошёл профессиональную переподготовку по программе высшего уровня резерва управленческих кадров РАНХиГС при Президенте РФ.
2017—2018 годы — прошёл профессиональную переподготовку в РАНХиГС при Президенте РФ по программе кадрового управленческого резерва Президента РФ «Государственное и муниципальное управление».

### Служба в Вооружённых силах
1990—1992 годы — проходил срочную службу в Вооружённых силах в Подмосковье.

### Трудовая деятельность

#### На производстве
1992—2006 — работа на различных должностях на Череповецком металлургическом комбинате (ОАО «Северсталь»), в том числе в сортопрокатном цехе одновременно с нынешними губернатором Вологодской области Олегом Кувшинниковым и председателем Законодательного Собрания Вологодской области Андреем Луценко. Кувшинников называет Травникова своим другом.
В 2006 году стал генеральным директором ООО «Электроремонт».

#### Руководящие посты в Вологодской области
В 2010 году перешёл на работу в Мэрию города Череповца, на должность первого заместителя мэра города Олега Кувшинникова. После того, как 14 декабря 2011 года Кувшинников стал врио губернатора Вологодской области, Травников стал временно исполняющим полномочия мэра Череповца. Однако, своей кандидатуры на выборы выдвигать не стал, а после выборов, на которых победил Юрий Кузин, с 26 марта 2012 года перешёл на работу в правительство Вологодской области.
С 2012 года Андрей Александрович работал в Правительстве Вологодской области сначала в должности заместителя губернатора Вологодской области, а затем — первого заместителя губернатора Вологодской области Олега Кувшинникова. В сферы его деятельности входило исполнение «майских указов», экономическое развитие.

#### В полпредстве президента в СЗФО
В 2014 году Травников назначен заместителем полномочного представителя Президента РФ в Северо-западном федеральном округе. О его переходе 11 июня 2014 года объявил губернатор Вологодской области Олег Кувшинников. В полпредстве Травников курировал контрольно-ревизионную работу и отвечал за мониторинг социально-экономического развития регионов.
28 июля 2016 года полномочный представитель президента в СЗФО Владимир Булавин покинул свой пост и перешёл на должность руководителя Федеральной таможенной службы. Этот пост освободился после отставки Андрея Бельяминова, запустившей целую цепочку перестановок в регионах. Травников остался работать в полномочном представительстве и после назначения новым полпредом Николая Цуканова, но через несколько месяцев стал мэром Вологды.

#### На посту мэра Вологды
В 2016 году Вологда перешла на новую систему местного самоуправления. Избранный всенародным голосованием глава города Евгений Шулепов на выборах 18 сентября 2016 года был избран в Государственную Думу. 25 сентября он ушёл в отставку с поста главы города, тем самым закрыв страницу в истории всенародно избранных мэров. Главой города местные депутаты избрали председателя Вологодской городской Думы Юрия Сапожникова.
После этого был объявлен конкурс по определению кандидатуры мэра города — сити-менеджера. Участие Андрея Травникова в конкурсе стало полной неожиданностью для всех, в том числе для Сергея Воропанова, основного претендента на должность. Воропанов подавать документы не стал. 31 октября специальная комиссия выбрала двоих финалистов — Олега Петрова и Андрея Травникова. 2 ноября 2016 года Вологодская городская Дума единогласно утвердила кандидатуру Травникова.
Начал работу в должности 7 ноября.
Одним из основных направлений работы Травникова стала борьба с бюджетным дефицитом путём сокращения «неэффективных расходов». В бюджете города на 2017 год почти на пятую часть уменьшены ассигнования на национальную экономику, почти вдвое на ЖКХ, на треть — на физкультуру и спорт, а в качестве целевой цифры сокращения финансирования Травников называл 10 %. Самым скандальным эпизодом стало лишение женского баскетбольного клуба «Чеваката» прежнего объёма финансирования. В следующем сезоне из-за этого клуб перешёл из Премьер-лиги в Суперлигу-2.

#### Губернатор Новосибирской области
6 октября 2017 года назначен временно исполняющим обязанности губернатора Новосибирской области «до вступления в должность лица, избранного губернатором Новосибирской области». Позднее своё назначение в Новосибирск Травников назвал неожиданным. В тот же день его отставку приняла Вологодская городская Дума.
9 сентября 2018 года одержал победу на досрочных выборах губернатора Новосибирской области. За него проголосовали 64,52 % избирателей.
14 сентября 2018 года официально вступил в должность губернатора Новосибирской области.
С 28 января по 2 августа 2019 и с 21 декабря 2020 по 25 июля 2024 года — член президиума Государственного Совета Российской Федерации

## Классный чин
- Действительный государственный советник Российской Федерации 2-го класса[5].

## Награды
- Премия имени академика И. П. Бардина (2003)
- Нагрудный знак УМВД России по Вологодской области «За заслуги в обеспечении правопорядка» (2017)
- Юбилейный знак «75 лет Гвардейской ракетной Глуховской дивизии» (2017)
- Медаль «За заслуги перед Вологодской областью» (2017)
- орден Дружбы (12 февраля 2021) — за достигнутые трудовые успехи и многолетнюю добросовестную работу[36].
- Медаль «За укрепление боевого содружества» (Минобороны России)[37]
- орден Александра Невского (2024)[38]

## Санкции
С июля 2022 года за поддержку войны России против Украины находится под санкциями Великобритании. С 15 декабря 2022 года — под санкциями США.
19 августа 2022 года внесён в санкционный список Канады «приближенных российского режима, которые являются соучастниками агрессии российского режима против Украины».
6 декабря 2022 года, внесён в санкционный список стран Евросоюза за поддержку агрессивной войны против Украины, реализации политики, подрывающую территориальную целостность, суверенитет и независимость Украины. Евросоюз отмечает что Травников участвует в незаконной перевозке украинских детей в Россию и их усыновление русскими семьи, при этом его действия нарушают права украинских детей и украинского права
Также, по аналогичным основаниям, был включен в санкционные списки Швейцарии, Австралии, Украины и Новой Зеландии.

## Доходы
В 2012 году Андрей Травников заработал 6,2 млн руб, в 2013-м — 3 млн руб. Доходы Травникова за период работы в полпредстве неизвестны. В 2016 году его доход составил 5,5 млн руб, по этому показателю он занял второе место среди руководителей муниципалитетов Вологодской области после главы Вологды Юрия Сапожникова. Травников владеет двумя автомобилями — «Nissan X-Trail» и «Kia Sorento», выпущенных в 2014 году.
По данным новосибирского штаба Алексея Навального, непосредственно после переезда в Новосибирск Травников получил элитную квартиру площадью 126 м² на «Обкомовских дачах» через подконтрольное правительству Новосибирской области учреждение в коммерческий наём и без конкурса.

## Семья
Андрей Травников женат, жена Людмила — домохозяйка.
В семье Травниковых двое детей: сын Дмитрий учится в школе, дочь Дарья — в Санкт-Петербургском государственном экономическом университете.

## Увлечения
Любит рыбалку. Увлекается беговыми и горными лыжами, ездой на велосипеде. Также любит мастерить и посещать театры. С удовольствием водит автомобиль.